# نوزاد (فیلم ۲۰۰۰)
نوزاد (انگلیسی: Baby) تله‌فیلم درام که در سال ۲۰۰۰ منتشر شد. از بازیگران آن می‌توان به فارا فاست و کیت کارادین اشاره کرد.